# رون شارب
رون شارب (بالإنجليزية: Ron Sharpe)‏ هو شخصية أعمال أسترالي، ولد في 1950 في سيدني في أستراليا.